# 蘭卡斯特城足球會
蘭卡斯特城足球會（Lancaster City F.C.）是一支位於英格蘭蘭卡斯特的職業足球會，目前於英格蘭北部超級聯賽超聯組角逐。

## 外部連結
- Official Website
- Unofficial Fans Forum （页面存档备份，存于）
- 2015/16 Club Sponsor